# Jan Dara the Beginning
Jan Dara the Beginning là bộ phim Thái sản xuất năm 2012 dựa trên tiểu thuyết của nhà văn Pramool Unhathoop, The Story of Jan Dara.

## Cốt truyện
Dựa trên cuốn tiểu thuyết khiêu dâm nổi tiếng Thái Lan, bộ phim kể về Jan, một cậu bé lớn lên trong một căn nhà dưới sự kiểm soát của người cha tàn bạo và truỵ lạc, Luang Wisnan. Xảy ra vào những 30 của thế kỷ XX, câu chuyện kể chi tiết những đau đớn của Jan, mẹ chết khi sinh cậu và Jan bị Cha mình hắt hủi dữ dội. Jan lớn lên với dì Wad, mẹ kế của anh, và anh đã đấu tranh để mặc niệm tội lỗi của mình cùng sự ham muốn nhục dục mãnh liệt với nhiều người đàn bà khác nhau, bao gồm cô gái tên Hyacinth, người anh thương, sau đó là bà Boonleung, người tình của Cha Jan, Boonleung đã làm thức dậy cảm giác tình dục của Jan.

## Diễn viên
- Mario Maurer - Jan Dara
- Sakarat Ritthumrong - Luang Vissanun-decha (Jan Dara's Father)
- Bongkot Kongmalai - Aunt Waad
- Sawika Chaiyadech - Hi-sinh / Dara (Jan Dara's Mother)
- Rhatha Phongam - Boonlueang
- Chaiyapol Pupart - Ken Krating-thong
- Nishino Shō - Khun Kaew
- Nat Thephussadin Na Ayutthaya - Khun Ka-jorn
- Ruangsak Loychusak - Ruangyot